# Колле-ди-Тора
Колле-ди-Тора (итал. Colle di Tora) — коммуна в Италии, располагается в регионе Лацио, в провинции Риети.
Население составляет 380 человек (2008 г.), плотность населения составляет 27 чел./км². Занимает площадь 14 км². Почтовый индекс — 2020. Телефонный код — 0765.
Покровителем коммуны почитается святой Лаврентий, празднование 10 августа.

## Демография
Динамика населения:

## Администрация коммуны
- Официальный сайт: